# Gajówka Podwielątki
Gajówka Podwielątki – dawna osada leśna w Polsce, w województwie mazowieckim, w powiecie wyszkowskim, w gminie Rząśnik. Leży w dolinie Bugu i Narwi.
1 stycznia 2024 nazwa miejscowości została zniesiona.
W latach 1975–1998 miejscowość administracyjnie należała do województwa ostrołęckiego.